# Hamamatsu (Shizuoka)
Hamamatsu (浜松市 Hamamatsu-shi?) es una ciudad localizada al oeste de la prefectura de Shizuoka, en Japón; y es la mayor ciudad de esta prefectura. Esta ciudad surge de la fusión de once ciudades y pueblos el 1 de julio de 2005; es candidata a ser una ciudad designada por orden gubernamental el 1 de abril de 2007. Tiene un área de 1.511,17 km² y una población al mes de octubre de 2010 de 800.912 habitantes.
A 5,6 km al norte de la ciudad se encuentra la Base Aérea de Hamamatsu, una de las bases de la Fuerza Aérea de Autodefensa de Japón.

## Barrios
Hamamatsu tiene 7 barrios ochiku (地区, literalmente sección, o sector). Los nombres de los barrios son seguidos por el sufijo ku (区).
- Naka-ku (中区)
- Higashi-ku (東区)
- Nishi-ku (西区)
- Minami-ku (南区)
- Kita-ku (北区)
- Hamakita-ku (浜北区)
- Tenryū-ku (天竜区)

## Industria

### Compañías con sede en Hamamatsu
- Hamamatsu Photonics K.K.
- Honda Motor Co.
- Kawai
- Mazda
- Roland Corporation
- Suzuki Motor Co.
- Tokai Guitars Company Ltd.
- Toyota Tsusho Corporation
- Yamaha Corporation